# 蒙菲龙
蒙菲龙（法語：Montfuron，法語發音：[mɔ̃fyʁɔ̃]）是法国上普罗旺斯阿尔卑斯省的一个市镇，位于该省西南部，属于福卡尔基耶区。

## 地理
蒙菲龙（43°50'9"N, 5°41'38"E）面积18.88 平方千米，位于法国普罗旺斯-阿尔卑斯-蓝色海岸大区上普罗旺斯阿尔卑斯省，该省份为法国东南部内陆省份，北起上阿尔卑斯省，西接沃克吕兹省，西北接德龙省，南至瓦尔省，东临滨海阿尔卑斯省，东北部与意大利接壤。
与蒙菲龙接壤的市镇（或旧市镇、城区）包括：马诺斯克、蒙瑞斯坦、皮埃尔韦尔、维勒米、茹尔当堡。

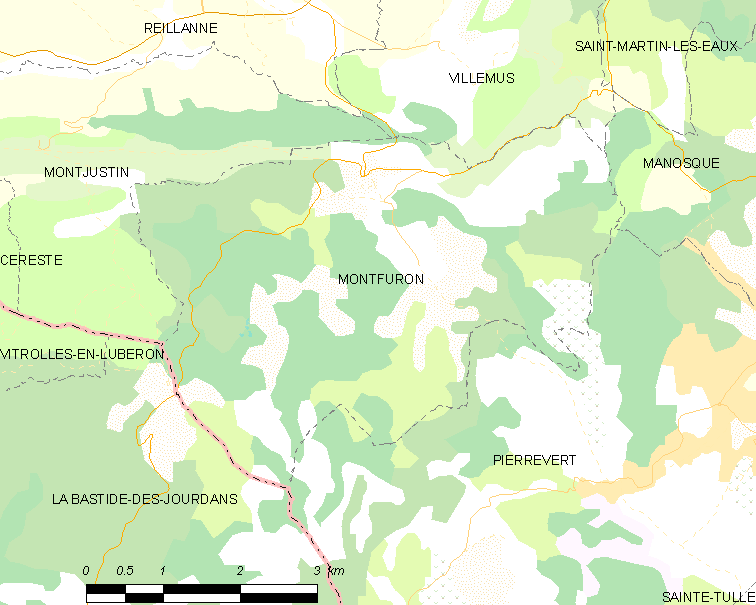
蒙菲龙的OSM定位图

蒙菲龙的时区为UTC+01:00、UTC+02:00（夏令时）。

## 行政
蒙菲龙的邮政编码为04110，INSEE市镇编码为04128。

## 政治
蒙菲龙所属的省级选区为马诺斯克第一县。

## 人口

1962-2008年间蒙菲龙人口变化图示

蒙菲龙于2022年1月1日时的人口数量为220人。